# 창현
창현(한국어: 창현, 중국어: 沧县, 병음: Cāng Xiàn)은 중화인민공화국 허베이성 창저우 시의 행정구역이다. 넓이는 1,527km2이고, 인구는 2007년 기준으로 670,000명이다.

## 행정 구역
4개 진, 11개 향, 4개 민족향을 관할한다.
- 진: 兴济镇, 旧州镇, 杜生镇, 崔尔庄镇.
- 향: 张官屯乡, 汪家铺乡, 仵龙堂乡, 刘家庙乡, 风化店乡, 姚官屯乡, 大官厅乡, 高川乡, 黄递铺乡, 纸房头乡, 薛官屯乡.
- 민족향: 捷地回族乡, 杜林回族乡, 李天木回族乡, 大褚村回族乡.